# Anassimene di Mileto
Anassimène o Anassìmene (in greco antico: Ἀναξιμένης?, Anaximénēs; Mileto, 586 a.C. circa – 528 a.C.) è stato un filosofo e astronomo greco antico.
I dettagli della sua vita sono pressoché sconosciuti perché nessuna delle sue opere è stata preservata. Le idee di Anassimene sono conosciute oggi solo grazie ai riferimenti riportati dai filosofi successivi come Aristotele.
Ultimo dei tre filosofi della Scuola di Mileto, considerati i primi filosofi del mondo occidentale, Anassimene era amico o studente di Anassimandro, a sua volta allievo del primo filosofo Talete. Ognuno ha sviluppato una cosmologia distinta senza rigettare completamente le opinioni dei predecessori, incentrata sulla ricerca di un unico principio (monismo) al quale ricondurre ogni cosa, l'archè. Talete propose che tutto fosse stato generato dall'acqua (in un senso diverso dall'acqua comune, un principio cosmico vitale della quale l'acqua abituale è solo una manifestazione), Anassimandro che tutto fosse riconducibile all'apeiron (ovvero a qualcosa di indefinito, infinito, indeterminato), e Anassimene all'aria, ovvero a una sostanza primigenia di tipo gassoso (aer che può anche includere nebbia o vapore). Dalla condensazione di quest'aria derivano gli oggetti più freddi e densi, dalla rarefazione gli oggetti più caldi e leggeri.
Il suo pensiero astronomico era basato su quello di Anassimandro, con la modifica di alcune nozioni per adattarle alle sue opinioni filosofiche. Anassimene riteneva infatti che la Terra fosse piatta come un disco (Anassimandro al contrario che fosse di forma cilindrica) e che si spostasse nell'aria come un frisbee. Il cratere di Anassimene sulla Luna è chiamato così in suo onore.
Alcuni scritti di Anassimene sono citati in età ellenistica, ma nessuno dei suoi testi è giunto sino a noi. Apollodoro di Damasco stimò che la durata della vita di Anassimene fosse fiorita durante lo stesso periodo in cui Ciro il Grande sconfisse Creso nella battaglia di Thymbra nel 546 a.C. La filosofia potrebbe essersi diffusa altrove perché Mileto fu conquistata dall'esercito persiano nel 494 a.C.

## Vita e pensiero
Secondo Ippolito di Roma, nacque fra il 588 e il 587 a.C. e, secondo Diogene Laerzio, morì negli anni della 63ª Olimpiade, quindi fra il 528 e il 525 a.C. Su di lui si hanno pochissime notizie. Fu quasi sicuramente discepolo di Anassimandro, dal quale ereditò forse la direzione della sua scuola. Oltre che di filosofia si occupò di astronomia e meteorologia.
Anassimene fa parte di quel gruppo di filosofi naturalisti che, a partire da Talete, basarono i loro studi attorno alla ricerca dell'archè, cioè il principio originario di tutte le cose. È noto che Anassimene scrisse alcune opere in dialetto ionico, ma di esse possediamo solo un frammento di 2 righe. Da questo breve frammento è impossibile ricostruire la sua filosofia e quindi si ricorre a testimonianze indirette dei suoi pensieri. Una delle fonti più importanti è costituita dalla Confutazione delle eresie, opera di Ippolito che illustra il pensiero del filosofo.

### L'aria comearchè
Anassìmene individua nell'aria il principio di tutte le cose. Fra le tesi a sostegno di questa idea c'è anche sicuramente il riconoscimento dell'importanza rivestita dall'aria per la vita degli esseri viventi. Con Anassimene, però, sembra compiersi una sorta di passo indietro nella ricerca dell'archè. Se infatti il suo maestro l'aveva individuata in una sostanza infinita e astratta (l'apeiron), Anassimene la individua in una materia fisica concreta. A dire il vero a tale materia Anassimene attribuisce le caratteristiche dell'ápeiron di Anassimandro: l'infinità e il movimento incessante. Resta il fatto che Anassimene, come era già successo con Talete che aveva individuato l'archè nell'acqua, attua su un piano fisico e concreto la ricerca del principio originario, che con Anassimandro aveva invece assunto una dimensione astratta e indeterminata.
A quanto pare però, Anassìmene, sentì il bisogno di correggere il maestro, perché dall'infinito alla generazione delle cose, Anassimandro, fece un "salto". Non era ben chiaro in che modo le cose si generassero dall'àpeiron e così cercò di trovare una soluzione creando un concetto che fosse una via di mezzo tra il pensiero di Talete e di Anassimandro.
La vera novità della filosofia di Anassimene sta nella spiegazione precisa del meccanismo materiale che consente all'aria di essere principio tutte le cose. Per il filosofo di Mileto questo avviene secondo un processo di rarefazione e condensazione. Scrive Teofrasto, riguardo all'idea di Anassimene:
(Teofrasto, Opinione dei fisici)
Quindi l'aria, raffreddandosi, si condensa, diventa vento, poi nuvola e, condensandosi ancora, acqua, terra e infine pietra. Rarefacendosi, invece, l'aria si dirada e diventa fuoco. La condensazione produce quindi il freddo, la rarefazione il caldo; nascono così i due contrari fondamentali da cui originano tutte le cose. A questa idea, Anassimene era giunto osservando il fatto che la temperatura dell'aria che esce dalla bocca è diversa a seconda dell'apertura di quest'ultima: a bocca socchiusa l'aria esce fredda, a bocca larga esce calda. In questo modo aveva dimostrato come la temperatura fosse determinata dal grado di condensazione e di rarefazione. Tutte le trasformazioni del mondo vengono perciò spiegate come trasformazioni dell'aria, in quanto tutte le cose che formano l'universo sono aria in un diverso grado di densità.
Dal frammento della sua opera si deduce come Anassimene vedesse nell'aria anche la forza che anima il mondo:
(Anassimene, unico frammento delle sue opere rinvenuto)
 (Il cosiddetto soffio vitale, o Πνευμα)
L'universo viene concepito come un gigantesco organismo vivente che respira l'aria in cui è immerso, e il respiro stesso è la sua vita e la sua anima. Più tardi Diogene di Apollonia difenderà la teoria di Anassimene, dando all'aria le caratteristiche del nous di Anassagora. L'aria diviene perciò un soffio vitale (pneuma), principio vivificatore da cui originano tutte le cose.

### Cosmogonia
Anassimene, secondo Aristotele, considerava la terra posta al centro del cosmo, di forma piatta e racchiusa dalla cupola celeste. Fu lui a concepire il cielo come una semisfera di cristallo su cui erano incastonate le stelle.

### Le opere
Come accennato ci è rimasto solo un frammento delle opere di Anassimene che, come gran parte delle opere dei presocratici, erano intitolate Sulla natura (Περί φύσεως). Secondo Diogene Laerzio, l'opera di Anassimene era scritta in linguaggio semplice e chiaro, in una prosa che potremmo definire scientifica; a differenza dell'opera del suo maestro e di altri presocratici come Eraclito che scrivevano attingendo a uno stile poetico, evocativo e spesso oscuro.